# Kratinosz (komédiaköltő)
Kratinosz (? – i. e. 224 körül) görög komédiaköltő.
Az athéni újkomédia költője volt, ránk nyolc darabjának a címe, illetve néhány töredéke maradt. Eldöntetlen a kérdés, hogy nem tévesztették-e össze a korábban élt és szintén komédiaköltő Kratinosszal.